# Rachel Brice

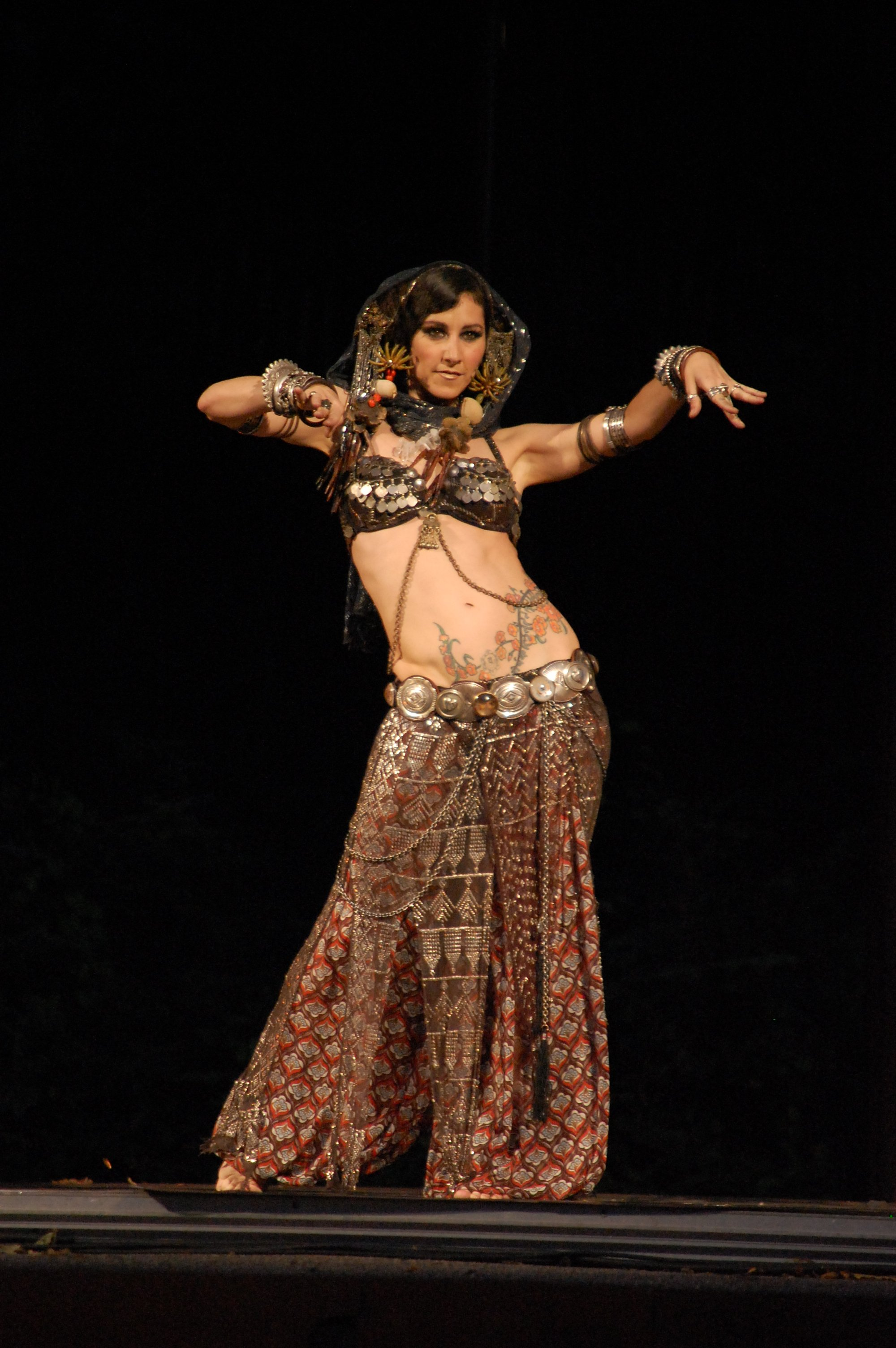
Rachel Brice

Rachel Brice, född 15 juni 1972 i Seattle, är en amerikansk magdansös (Tribal Fusion Style) och yogaartist. 
Rachel Brice har dansat orientalisk dans sedan 1988, och hon gick även en universitetsutbildning i dans 1999. Brice upptäcktes 2003 av Miles Coperland och började sedan turnera nationellt och internationellt med hans grupp Bellydance Superstars, som även har utgivit dvd-filmer och cd-skivor. Rachel Brice har också gjort introduktionsfilmer om yoga och magdans.
Brice driver sedan 2003 The Indigo Belly Dance Company, där hon även är koreograf. Hon har kommit att bli en av världens mest kända magdansöser genom att blanda dansen med yoga och göra det till en egen stil.

## Utmärkelser
- Favorite Interpretive Artist (2005), IAMED’s Golden Belly Award

## Filmografi
- Bellydance Superstars (2004)
- Bellydance Superstars- Live in Paris at the Folies Bergere (2005)
- American Bellydancer (2005)
- Tribal Fusion - Yoga Isolations & Drills for Bellydance (2005)
- Finger Cymbals for Belly Dance (2006)
- Bellydance Superstars - Solos Monte Carlo (2006)
- Bellydance Superstars - Introduction to Bellydance (2007)
- Bellydance Arms and Posture (2007)
- Underbelly (2008)

## Videografi
- Snakecharmer med Bassnectar & Kraddy

## Diskografi
- Bellydance Superstars- volume 1 (2002)
- Bellydance Superstars- volume 2 (2004)
- Bellydance Superstars- volume 3 (2005)
- Bellydance Superstars (2005)
- A Tribal Metamorphosis med Pentaphobe (2005)
- Bellydance Superstars- volume 4 (2006)
- Bellydance Superstars- volume 5 (2007)
- Bellydance Superstars (2007)
- Bellydance Superstars - Babelesque (2007)
- Bellydance Superstars (2008)